# 아다마 탐부라
아다마 탐부라(Adama Tamboura, 1985년 5월 18일 ~ )는 말리의 축구 선수이다.